# Lebia abdominalis
Lebia abdominalis är en skalbaggsart som beskrevs av Maximilien de Chaudoir. Lebia abdominalis ingår i släktet Lebia och familjen jordlöpare. Inga underarter finns listade i Catalogue of Life.